# Ясенки
Ясенки́ — село в Україні. Адміністративно відноситься до Лукашівського старостату Липовецької міської територіальної громади Вінницького району Вінницької області.
Через село проходить Автомобільна дорога регіонального значення Р-33. 
Населення на 1 січня 2023 року, згідно з даними старостату, становить 247 осіб.

## Історія
За різними свідченнями у Ясенках під час Голодомору 1932-1933 років померло від 80 до 350 жителів. Свідок П.Й. Тишківський склав мартиролог зі 120 померлих жителів села. З історичних документів відомо, що на пленумі райпарткому 25 березня 1932 року піднімалося питання, що уповноважені РВК з'являлися у Ясенки п'яними. У 1933 році на бюро РПК відзначили, що за штрафи розбиралися будівлі та вилучалося майно. Також, у матеріалі районної газети «Більшовицькими темпами» від 2 серпня 1932 року засуджено факт сварки голови Ясенецького колгоспу на прізвище Чухно та завідуючого господарством Пасічником, замість того щоб організувати збиральну кампаію. Під проводом голови сільради Безпальчука у селі діяло три хлібозаготівельні бригади, внаслідок чого село стало вимирати.
12 червня 2020 року, розпорядженням Кабінету Міністрів України № 707-р «Про визначення адміністративних центрів та затвердження територій територіальних громад Вінницької області», увійшло в Липовецьку міську громаду.
17 липня 2020 року, в результаті адміністративно-територіальної реформи та ліквідації Липовецького району, село увійшло до складу Вінницького району.

## Демографія
Демографічна ситуація є від'ємною. В проміжку між 2001 - 2023 роками, село втратило 52,2 % свого населення. 

### Чисельність населення
| 2001 | 2023 |
| ---- | ---- |
| ▬517 | ▼247 |

### Мова
Розподіл населення за рідною мовою за даними Всеукраїнського перепису населення 2001 року. :
| Мова       | Кількість | Відсоток |
| ---------- | --------- | -------- |
| українська | 513       | 99.23%   |
| російська  | 4         | 0.77%    |
| Усього     | 517       | 100%     |

## Галерея

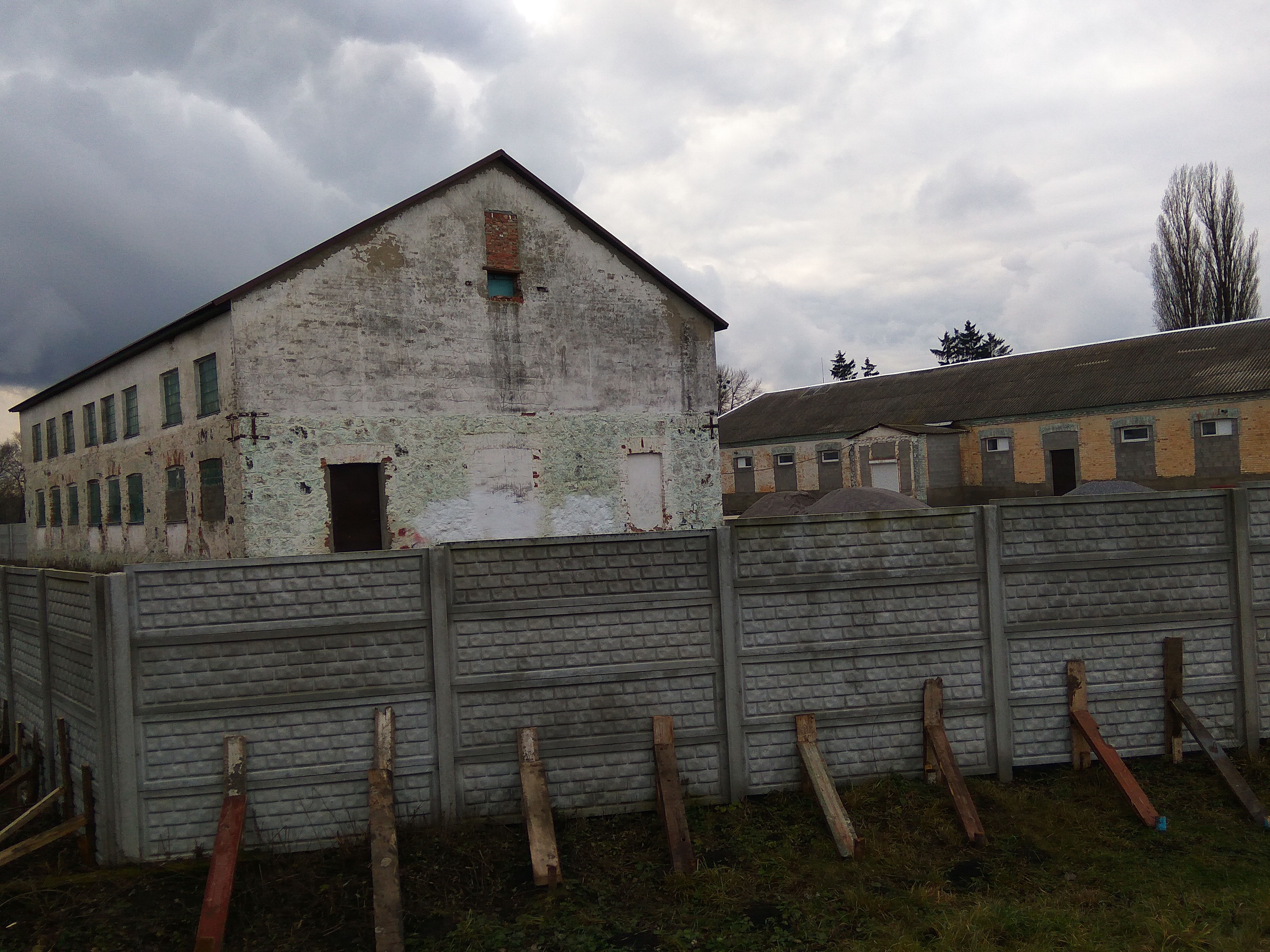
Колишній ліцей
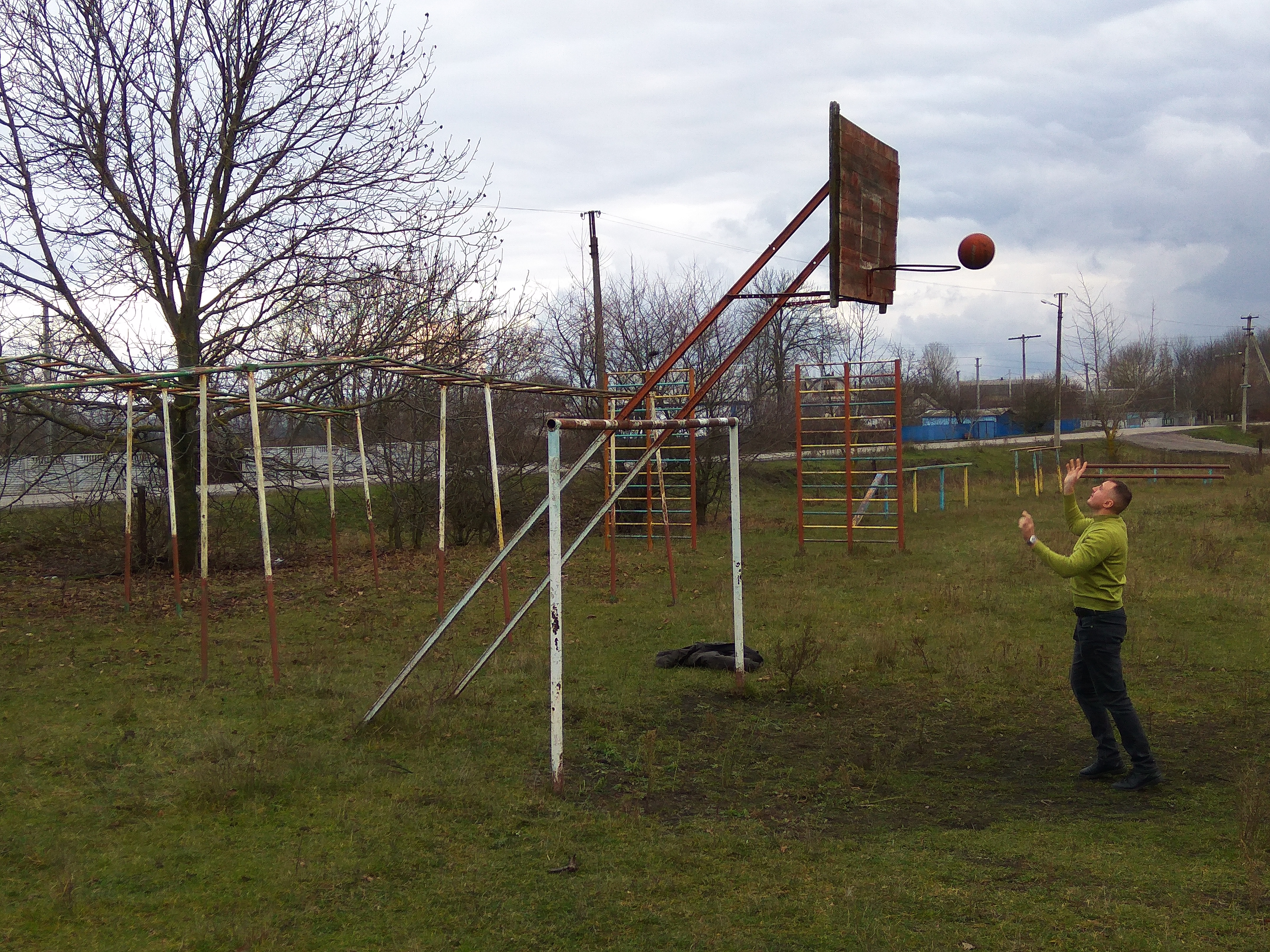
Спортивний майданчик
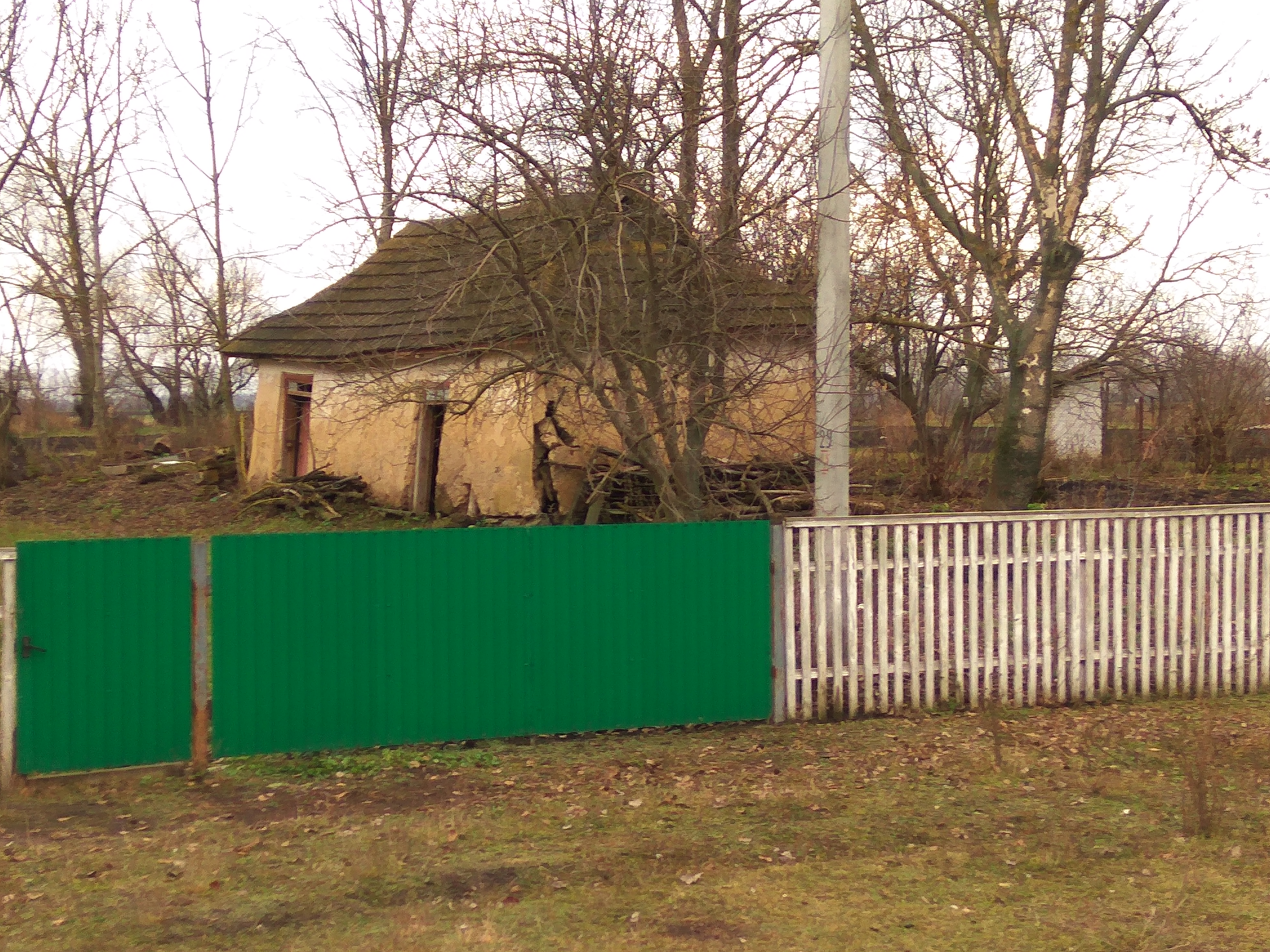
Стара хата
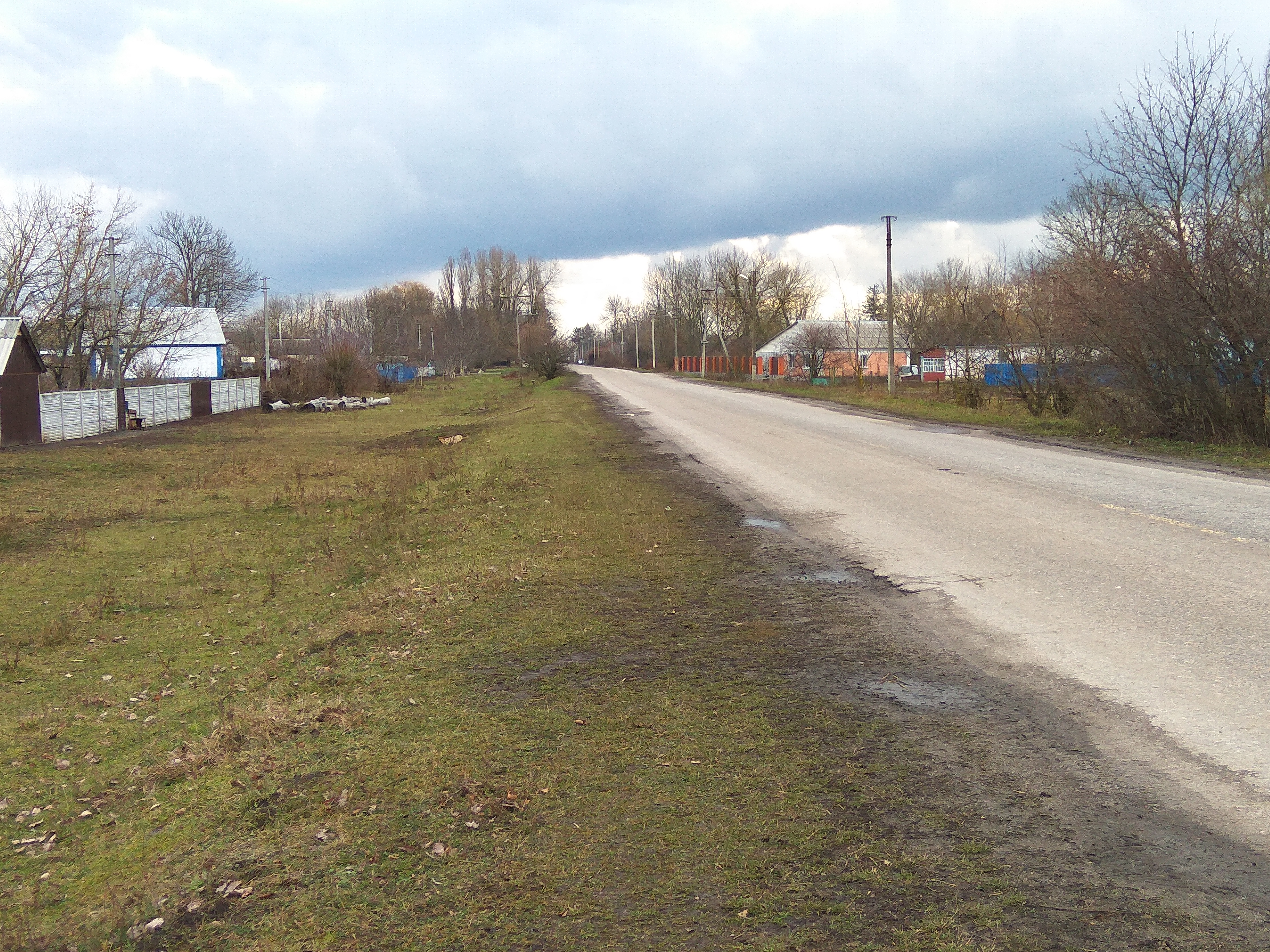
Вулиця Соборна. Головна вулиця села, Автошлях Р 33.
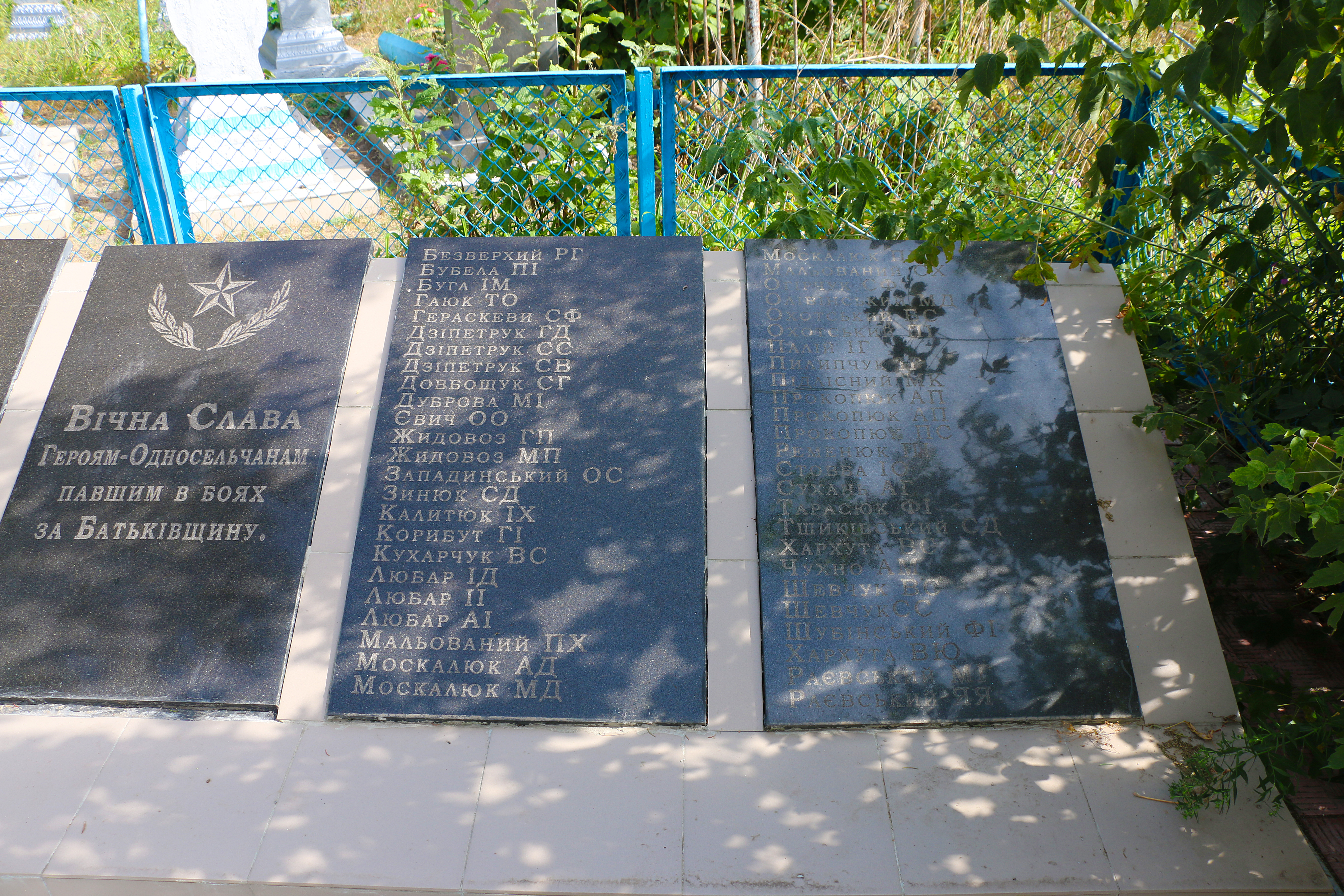
Пам'ятник 49 воїнам-односельчанам
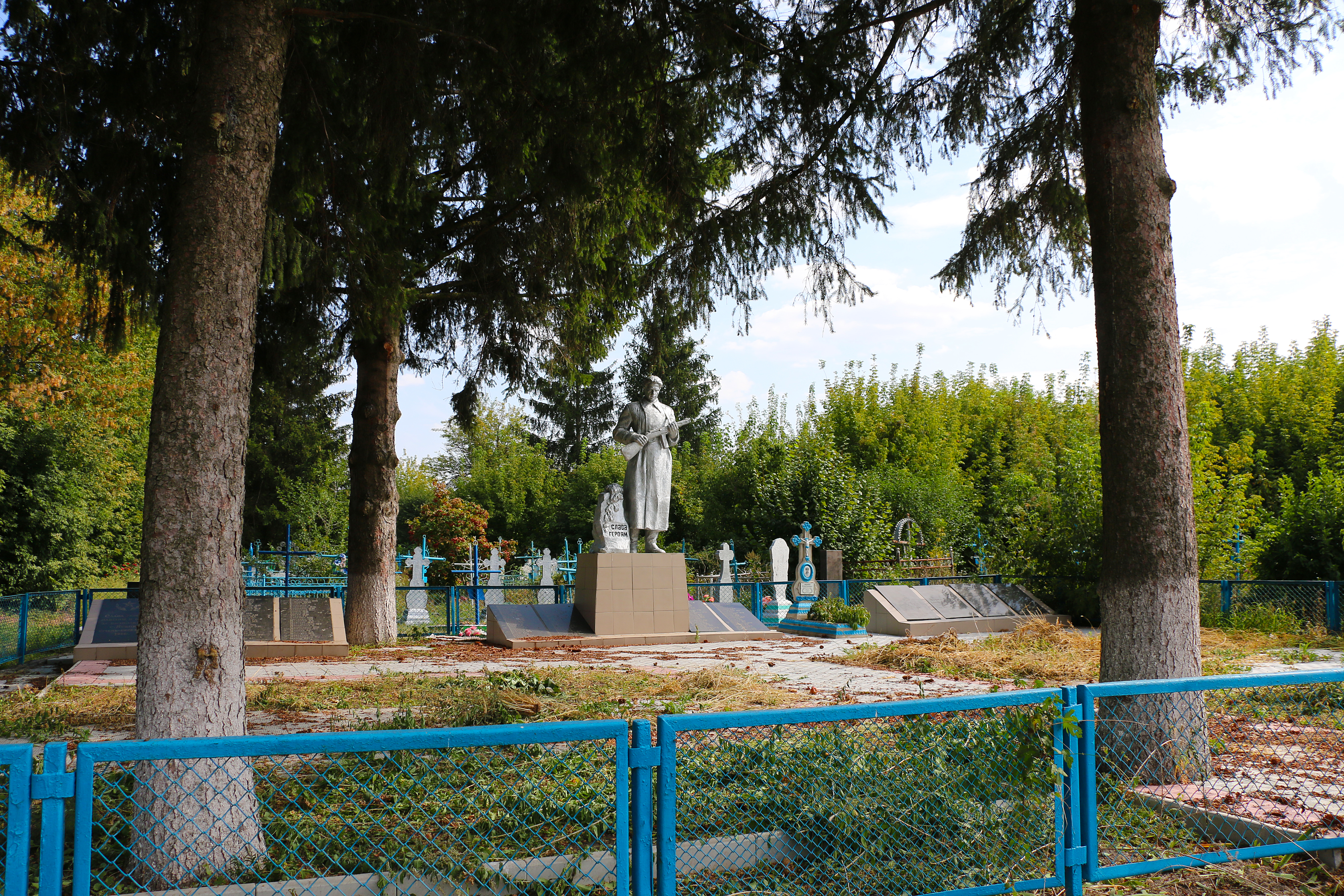
Братська могила радянських воїнів
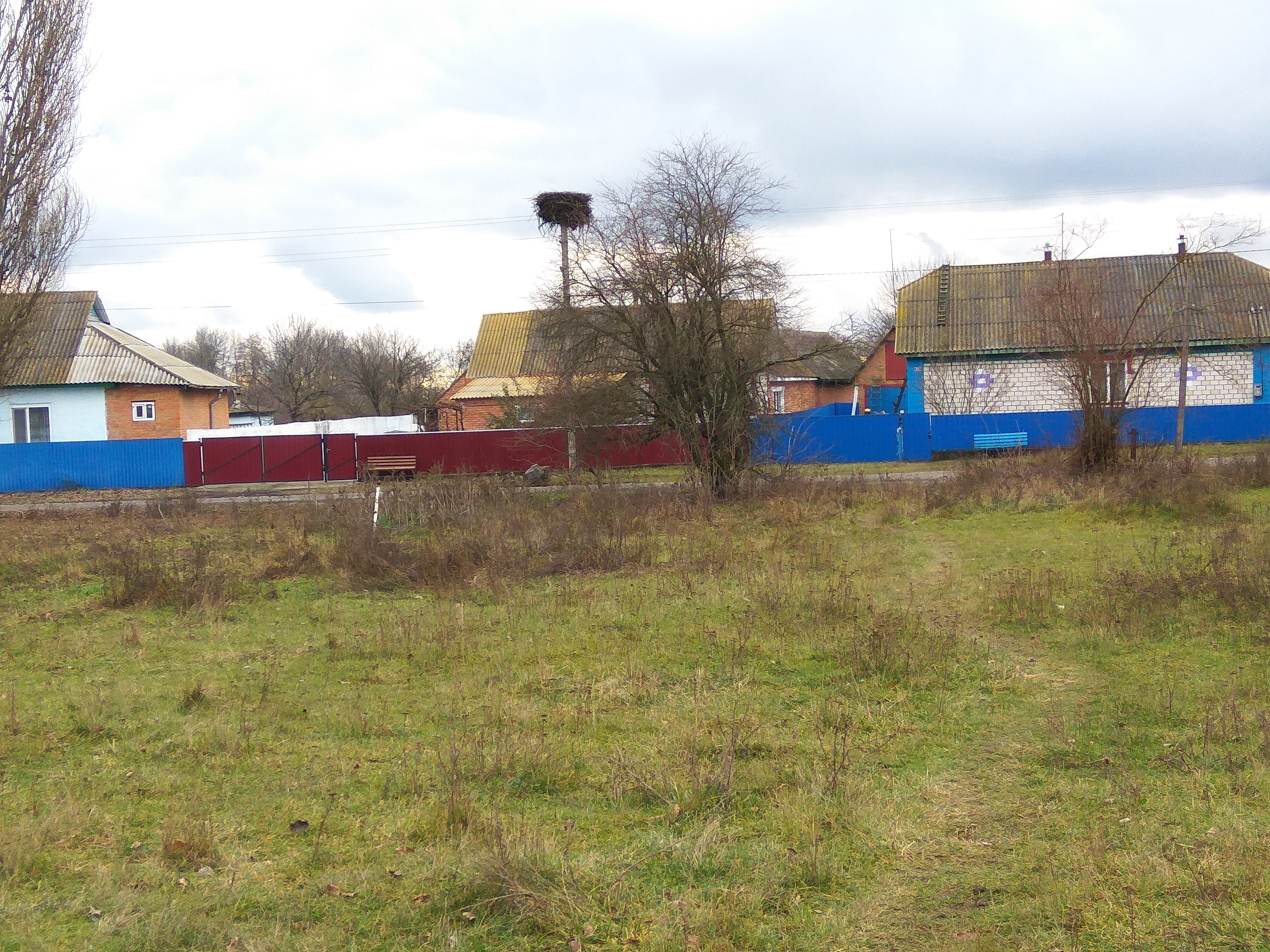
вулиця Івана Богуна